# Ludwig Wilhelm von Regler

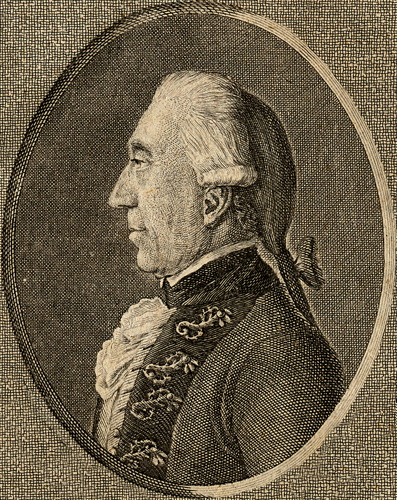
Ludwig Wilhelm von Regler

Ludwig Wilhelm (von) Reg(e)ler (* 7. Juni 1726 in Altlandsberg als Wilhelm Ludwig Regler; † 14. Juli 1792 in Berlin) war ein preußischer Offizier, zuletzt Generalmajor und Direktor des preußischen Ingenieurkorps. Reformer des preußischen Ingenieurwesens.

## Herkunft und Familie
Regler wurde in Altlandsberg als Sohn eines aus Dessauer Familie stammenden Stadtmusikus (Kunstpfeiffers) geboren und heiratete 1767 Christiane Sophie Wilhelmine Freiin von Richthofen (1747–1802), Tochter des Samuel Freiherr von Richthofen und der Sophie Freiin von Sandreczky und Sandraschütz. Die Ehe blieb ohne Nachkommen.

## Leben
Er studierte Mathematik sowie Ingenieurwissenschaften in Berlin. Als Offizier in der Königlich Preußischen Armee nahm er am Siebenjährigen Krieg (1756–1763) teil und zeichnete sich bei der Belagerung der Festung Olmütz aus. Seine Kartographie Schlesiens zählt zu den „grundlegenden preußischen Landesaufnahmen“. Später war er Kommandant der Stadt und Festung Glatz. Im Auftrag des preußischen Königs Friedrich II. arbeitete er an Plänen für einen Ausbau der Festung Glatz sowie eines Sperrforts bei Silberberg. Regler gilt als einer der „wenigen fähigen“ preußischen Ingenieure bzw. Festungsbaumeister in der friderizianischen Epoche.
1787 wurde Regler, der eigentlich um seinen Abschied gebeten hatte, vom neuen preußischen König Friedrich Wilhelm II. zum Chef des preußischen Ingenieurkorps berufen. Weiterhin wurde er Direktor des neu erschaffenen 4. Departement des preußischen Ober-Kriegskollegiums (= Abteilungsdirektor im Kriegsministerium). Bereits 1788 rief er für den Führungsnachwuchs eine Ingenieurakademie am Neuen Markt in Potsdam ins Leben. Regler war bis zu seinem Tod 1792 Chef und Direktor. Die „Reorganisation des preußischen Ingenieurwesens“ geht auf Regler zurück. Sein Nachfolger an der Spitze des preußischen Ingenieuroffizierswesens wurde Madeleine Graf d’Heinze.

## Ehrungen
Regler wurde 1778 in den preußischen Adelsstand erhoben.

## Werke
- Schlesien links der Oder ohne die Grafschaft Glatz. 1764–1770 (kolorierte Handzeichnungen)